# Primula concholoba
Primula concholoba là một loài thực vật có hoa trong họ Anh thảo. Loài này được Stapf & Sealy miêu tả khoa học đầu tiên năm 1932.